# Hexafluorophosphate d'argent
L'hexafluorophosphate d'argent est un composé chimique de formule AgPF6. Il se présente sous la forme d'un solide hygroscopique photosensible de couleur blanche à beige. Il est couramment utilisé en chimie inorganique et en chimie des organométalliques, notamment pour remplacer les ligands halogénure par l'anion hexafluorophosphate PF6− faiblement coordinant ; l'élimination de l'halogénure est favorisée par la formation d'un précipité de l'halogénure d'argent correspondant. Cela peut être illustré par la préparation de complexes d'acétonitrile à partir d'un bromure de métal dans l'acétonitrile CH3CN :
AgPF6 + Re(CO)5Br + CH3CN → AgBr + [Re(CO)5(CH3CN)]PF6.
L'hexafluorophosphate d'argent peut se comporter comme un oxydant, formant de l'argent métallique comme sous-produit. Par exemple, en solution dans le dichlorométhane CH2Cl2, le ferrocène Fe(C5H5)2 est oxydé en hexafluorophosphate de ferrocénium :
AgPF6 + Fe(C5H5)2 → Ag + [Fe(C5H5)2]PF6 (E = 0,65 V).
Le tétrafluoroborate d'argent AgBF4 et l'hexafluoroantimoniate d'argent AgSbF6 sont deux réactifs semblables à l'hexafluorophosphate d'argent du point de vue de leurs propriétés et de leurs applications. Le nitrate d'argent AgNO3 est un réactif meilleur marché et couramment employé pour la précipitation des halogénures, mais il est moins soluble que l'hexafluorophosphate d'argent dans les solvants faiblement basiques.